# テルメ・ヴィリアトーレ
テルメ・ヴィリアトーレ（イタリア語: Terme Vigliatore, シチリア語: Tèrmini Lugghiaturi）は、イタリア共和国シチリア州メッシーナ県にある、人口約7,300人の基礎自治体（コムーネ）。

## 地理

### 位置・広がり

#### 隣接コムーネ
隣接するコムーネは以下の通り。
- バルチェッローナ・ポッツォ・ディ・ゴット
- カストロレアーレ
- フルナリ
- マッツァッラ・サンタンドレーア
- ロディ・ミーリチ